# Twip
Twip (Twentieth of a Point) es un punto de una unidad de medida de pantalla, textos, fuentes o impresión, comúnmente utilizada o de más uso. Un twip equivale a 1⁄1440 de pulgada, y un punto es 1⁄72 de pulgada por lo tanto es la vigésima parte de un punto.
La unidad de medida twip es utilizada para la creación de pantallas en informática, muchos de los programadores están relacionados directamente con esta unidad ya que les permite diseñar con exactitud la ventanas a mostrar.
- en Mac, 12pt----12px
- en PC, 12pt son 16px

Por tanto, 1 pt son 20twip